# 1944 في السويد
فيما يلي قوائم الأحداث التي وقعت خلال عام 1944 في السويد.

## سياسة

### تعيين في المنصب
- 1 يناير – بيرتل أولين Minister for Foreign Affairs (Sweden) [الإنجليزية]‏.

## مواليد

### يناير
- 17 يناير – يان غيو مؤلف سويدي.

### أبريل
- 4 أبريل – إريك بيترسون درّاج طريق سويدي.

### يوليو
- 12 يوليو – أولف ستارك روائي سويدي.

### ديسمبر
- 17 ديسمبر – تيمو موكا كاتب فنلندي.

### أكتوبر
- 21 أكتوبر – هيلما أف كلينت (مواليد 1862) رسامة سويدية.